# Karl Eichwald
Karl Eduard von Eichwald (Russisch: Эдуард Иванович Эйхвальд, Edoeard Ivanovitsj Ejchvald) (Mitau, 4 juli 1795 - Sint-Petersburg, 10 november 1876) was een Baltisch-Duits geoloog, arts en natuuronderzoeker.
Eichwald was een Baltische Duitser geboren in Mitau (het huidige Jelgava) in het Gouvernement Koerland van het Russische Rijk. Hij werd doctor in de geneeskunde en hoogleraar zoölogie in Kazan in 1823. Vier jaar later werd hij professor in de zoölogie en vergelijkende anatomie aan de universiteit van Vilnius, vervolgens in 1838 professor in de zoölogie, mineralogie en geneeskunde aan de staatsuniversiteit van Sint-Petersburg en ten slotte hoogleraar paleontologie aan het mijnbouwinstituut in die stad. Hij reisde veel binnen het Russische rijk en was een scherp waarnemer van de natuurlijke historie en geologie. Hij stierf op 80-jarige leeftijd in St. Petersburg.

## Werken
Zijn gepubliceerde werken omvatten:
- Reise auf dem Caspischen Meere und in den Caucasus, 2 delen (Stuttgart and Tübingen, 1834-1838)
- Die Urwelt Russlands (St Petersburg, 1840-1845)
- Le Lethaea Rossica, ou Paléontologie de la Russie, 3 delen. (Stuttgart, 1852-1868).

## Taxa
In het wetenschappelijke veld van herpetologie beschreef hij een aantal nieuwe soorten reptielen, zoals de Kaspische smaragdhagedis (Lacerta strigata), maar hij beschreef ook insecten, spinnen en vissen zoals: Truxalis eximia een veldsprinkhaan, de Gewone mijnspin (Atypus affinis) een grondelsoort (Neogobius caspius) en Alosa caspia caspia een haring ondersoort.  
Zijn werk is niet verstoken van ernstige tekortkomingen, mede afhankelijk van de aard van de samensteller zelf. Op oudere leeftijd, zijn weinig gevestigde wetenschappers bereid om hun fouten toe te geven. Een deel van de fouten was te wijten aan de slechte kwaliteit van het onderzoeksmateriaal, dit was meestal voor hem verzameld door onervaren leken. De conclusies waren niet altijd betrouwbaar.
De standaard auteur afkorting "Eichw." wordt gebruikt om deze persoon als auteur aan te geven bij het citeren van een botanische naam.
- Bibliothèque nationale de France: cb13484982j (data)
- Author citation (botany): Eichw.
- CiNii: DA19764361
- Gemeinsame Normdatei: 116418273
- International Standard Name Identifier: 0000 0001 2282 2695
- Library of Congress Control Number: n87802250
- Nationale Bibliotheek van Letland: 000136642
- Nationale bibliotheek van Australië: 36019433
- Nederlandse Thesaurus van Auteursnamen: 072809442
- Réseau des bibliothèques de Suisse occidentale: 02-A000056706
- Système universitaire de documentation: 035591986
- Trove: 1188497
- Virtual International Authority File: 79147919
- WorldCat: E39PBJd8fwmGftB3KG3Tp3rDv3